# Lepus victoriae
Lepus victoriae (заєць савановий) — є одним з видів зайців.

## Таксономічні примітки
Назва victoriae використовується замість microtis, щоб залишатися узгодженою з більшістю старих публікацій; однак назва microtis має пріоритет над victoriae, якщо вона не вважається nomen nudum (тут умовно вважається nomen nudum); назва senegalensis також має пріоритет над victoriae, хоча вона не використовувалася як назва для цього виду жодним автором і поки що залишається непридатною для використання.

## Опис
Довжина голови й тулуба становить 41.5–57.5 см. Заєць середнього розміру з вагою від 1,5 до 3 кілограмів, в середньому близько 2 кілограмів. Спина сіро-коричнева, груди, боки і ноги червонувато-коричневі, черево біле. У високогір'ях, тварини темніші й червоніші, ніж в низинних рівнинах. Вуха мають чорний кінчик, а хвіст чорного кольору зверху й білий знизу.

## Розповсюдження
Має велике географічне поширення в Африці (Алжир, Ангола, Бенін, Ботсвана, Буркіна-Фасо, Бурунді, Камерун, Центральноафриканська Республіка, Чад, Демократична Республіка Конго, Кот-д'Івуар, Ефіопія, Гамбія, Гана, Гвінея, Гвінея-Бісау, Кенія, Лесото, Малаві, Малі, Мавританія, Мозамбік, Намібія, Нігер, Нігерія, Руанда, Сенегал, ПАР, Судан, Свазіленд, Танзанія, Того, Уганда, Західна Сахара, Замбія, Зімбабве).

## Спосіб життя
Даних про екологію мало. Там, де він і Lepus capensis симпатричні, L. victoriae займає більш чагарникові та гірські середовища проживання. Дієта для цього виду змінюється в залежності від місця проживання. Є підозри, що цей вид здатний процвітати в сільськогосподарських ландшафтах. Це нічний вид. Виявлено розмноження протягом усіх місяців року із середнім розміром приплоду 1.6.